# Xanthias cherbonnieri
Xanthias cherbonnieri is een krabbensoort uit de familie van de Xanthidae. De wetenschappelijke naam van de soort is voor het eerst geldig gepubliceerd in 1964 door Guinot.